# Wereldkampioenschappen veldrijden 2022 - Meisjes junioren
Het wereldkampioenschap veldrijden 2022 voor meisjes junioren werd gehouden op zaterdag 29 januari in Fayetteville in de Verenigde Staten. 

## Uitslag
| Pos.          | Renster             | Land                | Tijd    |
| ------------- | ------------------- | ------------------- | ------- |
| Regenboogtrui | Zoe Bäckstedt       | Verenigd Koninkrijk | 41'16"  |
| Zilver        | Leonie Bentveld     | Nederland           | + 32"   |
| Brons         | Lauren Molengraaf   | Nederland           | + 57"   |
| 4             | Ella MacLean-Howell | Verenigd Koninkrijk | + 1'06" |
| 5             | Federica Venturelli | Italië              | + 1'09" |
| 6             | Lilou Fabregue      | Frankrijk           | z.t.    |
| 7             | Ava Holmgren        | Canada              | + 1'38" |
| 8             | Isabella Holmgren   | Canada              | + 1'49" |
| 9             | Alma Johansson      | Zweden              | + 1'57" |
| 10            | Julia Kopecký       | Tsjechië            | + 2'03" |
| 11            | Katherine Sarkisov  | Verenigde Staten    | + 2'07" |
| 12            | Keira Bond          | Verenigde Staten    | + 2'53" |
| 13            | Barbora Jerabkova   | Tsjechië            | + 3'06" |
| 14            | Chloe Fraser        | Verenigde Staten    | + 3'23" |
| 15            | Katerina Hladiková  | Tsjechië            | + 4'10" |
| 16            | Valentina Corvi     | Italië              | + 4'14" |
| 17            | Ella Myers          | Canada              | + 4'18" |
| 18            | Mia Aseltine        | Verenigde Staten    | + 4'23" |
| 19            | Jenaya Francis      | Canada              | + 4'43" |
| 20            | Eliska Hanáková     | Tsjechië            | + 4'44" |
| 21            | Fleur Moors         | België              | + 5'18" |
| 22            | Kiara Lylyk         | Canada              | + 5'36" |
| 23            | Vanda Dlasková      | Tsjechië            | z.t.    |
| 24            | Elsa Westenfelder   | Verenigde Staten    | + 7'38" |

| Pos. | Punten | Prijzengeld |
| ---- | ------ | ----------- |
| 1    | 60     | € 1.250     |
| 2    | 40     | € 675       |
| 3    | 30     | € 340       |
| 4    | 25     | -           |
| 5    | 20     | -           |
| 6    | 18     | -           |
| 7    | 16     | -           |
| 8    | 14     | -           |
| 9    | 12     | -           |
| 10   | 10     | -           |
| 11   | 8      | -           |
| 12   | 6      | -           |
| 13   | 4      | -           |
| 14   | 2      | -           |
| 15   | 1      | -           |

## Reglementen

### Landenquota
Het maximum aantal rijdsters per land werd bepaald aan de hand van de UCI wereldbeker landen ranking per zondag 2 januari 2022 (artikel 9.2.043):
| • Land 1 t/m 3:   | 7 startplaatsen + 3 reserves: Nederland, Verenigd Koninkrijk, Tsjechië |
| • Land 4 t/m 6:   | 6 startplaatsen + 3 reserves: Italië, België, Frankrijk                |
| • Overige landen: | 5 startplaatsen + 3 reserves                                           |

Daarnaast ontvingen de uittredend wereldkampioene, de winnares van de wereldbeker (artikel 9.2.044) en de continentale kampioenen (artikel 9.2.009) een persoonlijke startplaats:
| • Wereldkampioen 2021:            | afgelast        |
| • Winnares wereldbeker 2021-2022: | Leonie Bentveld |
| • Europees kampioen 2021:         | Zoe Bäckstedt   |
| • Pan-Amerikaanse kampioen 2021:  | Ava Holmgren    |

### Startvolgorde
De startvolgorde van het wereldkampioenschap was als volgt:
1. Top 8 wereldbekerklassement
2. UCI-ranking veldrijden
3. Niet gerangschikte rensters: per land in rotatie (o.b.v. het landenklassement van het laatste WK).[4]

2020 ·
2021 ·
2022 ·
2023 ·
2024 ·
2025